# Церковь Троицы Живоначальной (Доброславка)
Церковь Троицы Живоначальной — приходской храм Пинского благочиния Пинской и Лунинецкой епархии Белорусской православной церкви в деревне Доброславке Брестской области Белоруссии. Памятник народного деревянного зодчества. Предположительно, это самый узкий из всех белорусских храмов (не считая часовен и маленьких церквей). Ширина апсиды 3,4 м, притвора — 5,7 м, основного объёма (нефа) — 6,9 м.

## История
Деревянный однопрестольный — во имя сошествия Святого Духа — храм был построен в 1758 году князем Друцким-Любецким. Однокупольная церковь, с отдельно стоящей колокольней, первоначально была трёхсрубной и состояла из трёх помещений: основного — нефа, узкого бабинца и алтарной части. Имела две входные двери, один ряд окон, вальмовую крышу с гонтовой кровлей. В плане церковь имела вид продолговатого прямоугольника, с общей внутренней площадью 20 квадратных саженей (≈ 91 м²). Солея возвышалась на 8 вершков (≈ 35 см). Клиросы располагались отдельно от солеи. Имела двухъярусный иконостас с пилястрами и колоннами. Ризница находилась в алтаре. Церковь не отапливалась.
В церковном архиве метрические книги хранились с 1799 года. В XIX веке к храму с западной стороны была пристроена колокольня. В приход, кроме самого села, входили деревни: Лыщи, Пучины, Лапники, Рудня. При церкви имелось народное училище.
На здании храма установлена мемориальная доска в память о погибшей в боях Первой мировой войны русской сестре милосердия Римме Михайловне Ивановой (1894—1915), которую отпевали в этом храме.